# Умьот (Волгоградська область)
Умьот (рос. Умёт) — село у Камишинському районі Волгоградської області Російської Федерації.
Населення становить 1248  осіб. Входить до складу муніципального утворення Уметовське сільське поселення.

## Історія
Село розташоване у межах українського історичного та культурного регіону Жовтий Клин.
Село засноване 1833 року.
Згідно із законом від 5 березня 2005 року № 1022-ОД органом місцевого самоврядування є Уметовське сільське поселення.

## Населення
| 1859  | 1886  | 1897  | 1904  | 1911  | 1920  | 1922  |
| ----- | ----- | ----- | ----- | ----- | ----- | ----- |
| 808   | ↗1173 | ↗1385 | ↘1363 | ↗1434 | ↗1871 | ↘1667 |
| 1923  | 1926  | 1931  | 2010  |       |       |       |
| ↗1703 | ↘1676 | ↗2015 | ↘1248 |       |       |       |